# Jokijärvi (Korpilombolo socken, Norrbotten)
Jokijärvi är en sjö i Pajala kommun i Norrbotten och ingår i Kalixälvens huvudavrinningsområde. Sjön har en area på 0,0503 kvadratkilometer och ligger 194 meter över havet.

## Delavrinningsområde
Jokijärvi ingår i det delavrinningsområde (743466-180552) som SMHI kallar för Ovan VDRID = Teurajoki i Kalixälvens vattendragsy*. Medelhöjden är 139 meter över havet och ytan är 38,6 kvadratkilometer. Räknas de 466 avrinningsområdena uppströms in blir den ackumulerade arean 8 707,09 kvadratkilometer. Avrinningsområdets utflöde Kalixälven (Kaitumälven) mynnar i havet. Avrinningsområdet består mestadels av skog (88 procent). Avrinningsområdet har 1,74 kvadratkilometer vattenytor vilket ger det en sjöprocent på 4,5 procent.